# Halitherium

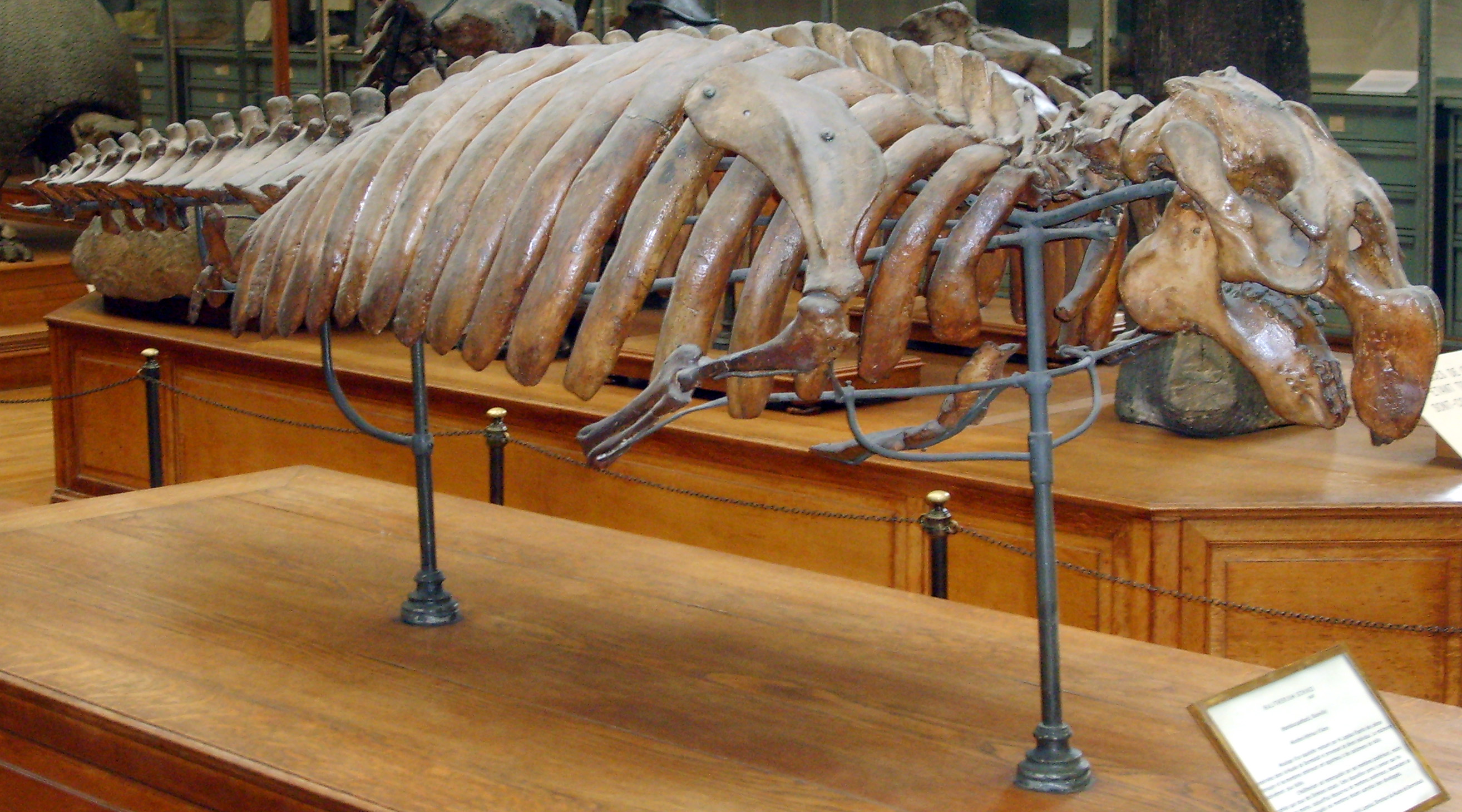
Fóssil de um Halitherium

Halitherium é um peixe boi extinta que surgiu no final do Eoceno, depois se extinguiu durante o início do Oligoceno. Seus fósseis são comuns em xistos europeus. Dentro de suas nadadeiras havia ossos de dedos que não se projetavam. O Halitherium também tinha restos de patas traseiras, que não apareciam externamente. No entanto, tinha um fêmur básico, unido a uma pelve reduzida. O Halitherium também tinha costelas alongadas, presumivelmente para aumentar a capacidade pulmonar e fornecer um controle preciso da flutuabilidade. Uma revisão de 2014 apresentou a opinião de que o gênero é duvidoso.